# 16861 Lipovetsky
16861 Lipovetsky este un asteroid din centura principală, descoperit pe 27 decembrie 1997, de Roy Tucker.